# Universität Augsburg
Die 1970 gegründete Universität Augsburg umfasst neun Fakultäten und befindet sich mit ihrem Campus im Augsburger Universitätsviertel im Süden der Stadt.

## Geschichte

### Ursprünge und Vorläuferinstitutionen

#### Universität/Hochschule Dillingen an der Donau
Eine der historischen Wurzeln dieser Universität liegt in Dillingen an der Donau. Dorthin war spätestens nach der Einführung der Reformation in Augsburg in der ersten Hälfte des 16. Jahrhunderts der Sitz der Regierung des Hochstifts Augsburg, also des weltlichen Herrschaftsbereichs der Augsburger Fürstbischöfe verlegt worden.
Schon seit der zweiten Hälfte des 15. Jahrhunderts waren die Bischöfe dem zunehmenden Machtanspruch der aufstrebenden Augsburger Kaufleute und Patrizier in die beschauliche Kleinstadt an der Donau ausgewichen. Als der Augsburger Bischof Kardinal Otto Truchsess von Waldburg 1551 in Dillingen eine Universität errichtete, um dort vor allem für seine Diözese gut ausgebildete Kleriker für den Kampf gegen die Reformation heranziehen zu können. Also war dies die Augsburger Universität, die nur aufgrund der besonderen historischen Umstände ihren Standort nicht in der alten Bischofsstadt selbst, sondern in der rund 50 km entfernten Residenzstadt hatte.
Im Zuge der Säkularisation wurde die Dillinger Universität 1803 geschlossen. An ihre Stelle trat 1804 ein Lyzeum mit akademischem Rang, das 1923 wie alle anderen bayerischen Lyzeen in „Philosophisch-Theologische Hochschule“ umbenannt wurde. Im April 1971 wurde die Philosophisch-Theologische Hochschule Dillingen schließlich wie zuvor bereits die Philosophische Hochschule bei St. Stephan zugunsten des neu errichteten Katholisch-Theologischen Fachbereichs an der jungen Universität Augsburg aufgelöst.

#### Pädagogische Hochschule Augsburg
Eine weitere Vorläufereinrichtung stellt das 1824 ebenfalls in Dillingen gegründete, 1841 nach Lauingen verlegte Königliche Schullehrerseminar (seit 1903 Lehrerbildungsanstalt) dar, das für die Ausbildung aller männlichen Volksschullehrer im Gebiet Bayerisch-Schwabens zuständig war. 1956 wurde die Institution als „Institut für Lehrerbildung“ aus Lauingen nach Augsburg verlegt.
Dort bestand seit 1958 als selbstständige Außenstelle der Ludwig-Maximilians-Universität München zur Ausbildung der (katholischen) Volksschullehrer die „Pädagogische Hochschule Augsburg“ (neben München-Pasing und Regensburg). Der Campus lag in der Schillstraße in Augsburg-Lechhausen. Ein bekannter Professor war Hans Schiefele. 1972 wurde die PH als Erziehungswissenschaftlicher Fachbereich in die Universität Augsburg eingegliedert.

### Gründung
| Rektoren bzw. Präsidenten | Rektoren bzw. Präsidenten |
| ------------------------- | ------------------------- |
| 1970–1973                 | Louis Perridon            |
| 1973–1979                 | Franz Knöpfle             |
| 1979–1983                 | Karl Meessen              |
| 1983–1991                 | Josef Becker              |
| 1991–1999                 | Reinhard Blum             |
| 1999–2010                 | Wilfried Bottke           |
| 2010–2011                 | Alois Loidl               |
| seit 2011                 | Sabine Doering-Manteuffel |

Bereits 1948/49 schien für kurze Zeit die Chance einer Universitätsgründung in Augsburg zu bestehen, als einige ehemalige Professoren der deutschen Karl-Ferdinands-Universität zu Prag, die es nach Kriegsende nach Bayern verschlagen hatte, für eine Fortführung beziehungsweise Wiederbegründung der Prager Universität in Augsburg warben. Höhe- und zugleich Endpunkt dieser Bemühungen waren die „Augsburger Hochschulwochen“ im Sommer 1949.
In der weiteren Folge konzentrierten sich die Augsburger Hochschulpläne auf die Gründung einer Medizinischen Akademie, die schließlich auch der Bayerische Landtag 1962 beschloss. Dieser Beschluss wurde jedoch nie verwirklicht, stattdessen eine zweite Medizinische Fakultät in München errichtet.
Quasi als Kompensation und mit Blick auf die anstehenden Landtagswahlen favorisierte der bayerische Kultusminister Ludwig Huber stattdessen die Gründung einer Wirtschafts- und Sozialwissenschaftlichen Hochschule in Augsburg. Unterstützt und befördert wurde dieser Plan von dem aus Augsburger und schwäbischen Honoratioren bestehenden Schwäbischen Hochschulkuratorium, das seit 1969 als Gesellschaft der Freunde der Universität Augsburg fortbesteht. Grundlage dieser Planungen war das Konzept für eine moderne Business School internationalen Formats, die der Wirtschaftswissenschaftler und spätere Gründungspräsident der Universität Augsburg, Louis Perridon, Mitte der 1960er Jahre erarbeitet und dem bayerischen Kultusministerium vorgelegt hatte. Perridon trat dabei unter anderem dafür ein, den Unterricht in Kleingruppen abzuhalten sowie Ökonomie und Sozialwissenschaften konsequent in Forschung und Lehre zu integrieren.
Die Neuorientierung der bayerischen Hochschulpolitik in den späten 1960er Jahren, die sich eine Regionalisierung des Hochschulwesens zum Ziel gesetzt hatte, um gleiche Bildungschancen für die Bewohner aller Regierungsbezirke zu ermöglichen, begünstigte ebenfalls den Plan einer Neugründung, da sich Augsburg als geeigneter Standort für den Regierungsbezirk Bayerisch-Schwaben anbot.
Auch bestand die Notwendigkeit, die überfüllte Fakultät für Rechtswissenschaften an der Münchner Ludwig-Maximilians-Universität zu entlasten; zudem wurde die Auffassung vertreten, die damals aktuellen Konzepte für eine reformierte Juristenausbildung würden sich an einer neu zu gründenden Universität besonders gut umsetzen lassen. Grundsätzliche Überlegungen, die Ausbildung der Lehrer insbesondere für Gymnasien und Realschulen zu dezentralisieren und dabei zugleich die bestehenden Pädagogischen Hochschulen in die bayerischen Universitäten zu integrieren, kamen dem Augsburger Vorhaben ebenfalls zugute. Initiierende Wirkung ging ferner von allgemeinen Diskussionen um eine Universitätsreform aus, die sich im Zuge der Auseinandersetzung mit den Ideen der studentischen Protestbewegung der späten 1960er Jahre ergaben.
Unterstützung fand das Gründungsvorhaben schließlich ebenfalls durch die Bemühungen des Augsburger Bischofs Josef Stimpfle, im Rahmen einer Integration der bestehenden Philosophisch-Theologischen Hochschule in Dillingen, die kein Promotions- und Habilitationsrecht besaß, in eine neue Augsburger Fakultät die Ausbildung des Klerikernachwuchses weiterhin innerhalb der Augsburger Diözese zu ermöglichen und gleichzeitig akademisch aufzuwerten.
Der Bestellung von Louis Perridon zum Gründungsbeauftragten der geplanten Hochschule im Mai 1969 folgte am 18. Dezember 1969 ein Gesetzesbeschluss des Bayerischen Landtags über die Errichtung der Universität Augsburg mit zunächst zwei Fachbereichen (Wirtschafts- und Sozialwissenschaften sowie Rechtswissenschaften), der zum 1. Januar 1970 in Kraft trat. Am 16. Oktober 1970 wurde die Universität vom bayerischen Staatsminister für Unterricht und Kultus, Ludwig Huber, eröffnet. Mit dem Herbsttrimester 1970 begann die Lehr- und Forschungstätigkeit an der Universität Augsburg im Wirtschafts- und Sozialwissenschaftlichen Fachbereich.

### Ausbau zur Volluniversität

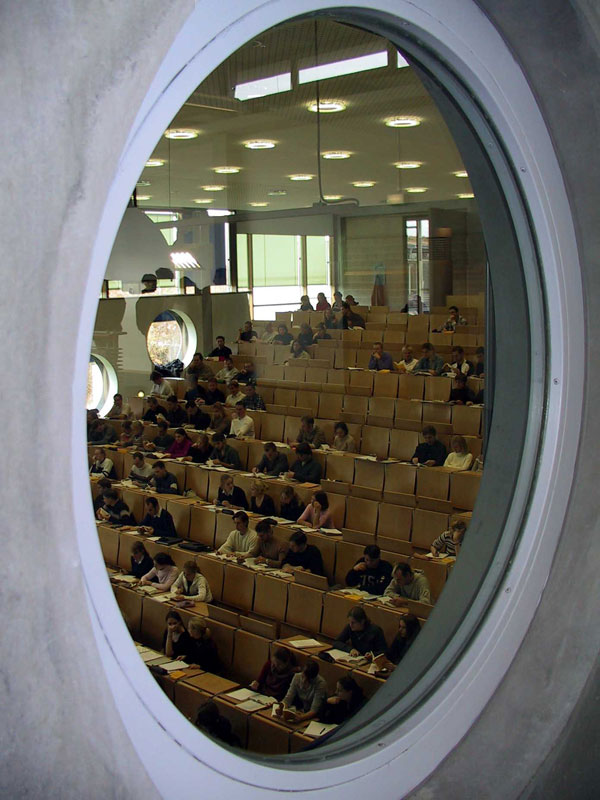
Vorlesung im Jura-Gebäude

Im April 1971 nahm der neue Katholisch-Theologische Fachbereich seinen Betrieb auf; im Oktober 1971 kam der Fachbereich für Rechtswissenschaft hinzu. Im August 1972 erfolgte die Gründung des Erziehungswissenschaftlichen Fachbereichs, im Oktober 1972 die Errichtung von zunächst drei Philosophischen Fachbereichen, deren Zahl jedoch bald auf zwei reduziert wurde. 1977 kam es zur Auflösung des Erziehungswissenschaftlichen Fachbereichs; dessen bisherige Lehrstühle und Fachvertretungen wurden auf die nunmehr so benannten Philosophischen Fakultäten I (heute: Philosophisch-Sozialwissenschaftliche Fakultät) und II (heute: Philologisch-Historische Fakultät) sowie die Katholisch-Theologische Fakultät aufgeteilt.
Im Oktober 1981 kam die Mathematisch-Naturwissenschaftliche Fakultät hinzu, zunächst nur mit dem Fach Mathematik, seit 1989 auch mit dem Fach Physik. Seit 2003 gibt es eine eigene Fakultät für Angewandte Informatik, nachdem bereits seit 1997 ein fakultätsübergreifendes Institut für Interdisziplinäre Informatik bestanden hatte. Eine immer wieder zur Diskussion stehende Erweiterung war die Gründung einer Medizinischen Fakultät, die jedoch vor allem in Hinblick auf die beiden Universitäten im nahe gelegenen München zunächst verworfen wurde. Am 1. Dezember 2016 wurde dann eine neue Medizinische Fakultät gegründet.
Seit Mitte der 1980er Jahre kam es zur Gründung einer Reihe weiterer, fakultätsübergreifender Institute, unter anderem für Kanada- und Lateinamerikastudien (1985/86), für Europäische Kulturgeschichte (1990) und für Material- und Umweltforschung (2000). Die jüngste fakultätsübergreifende Institution ist das im April 2005 gebildete Forschungs- und Kooperationszentrum Russland, Mittel-, Ost- und Südosteuropa („ForumOst“).

### Bau des Campus an der Universitätsstraße

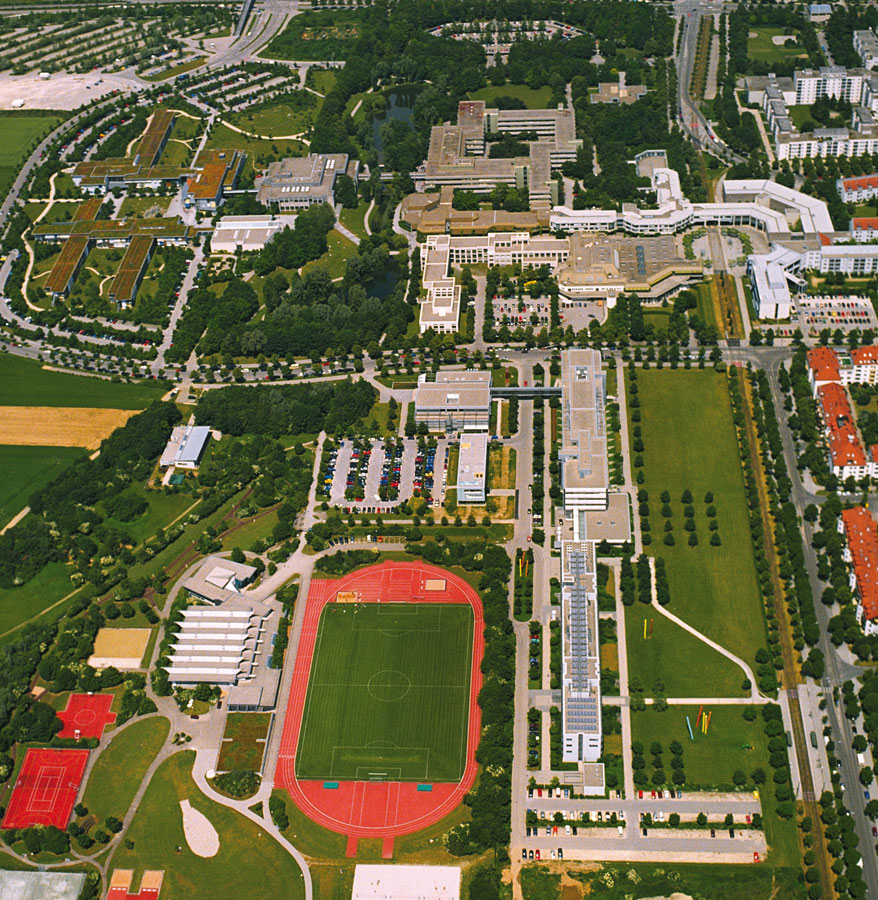
Luftaufnahme des Augsburger Campus (2009)

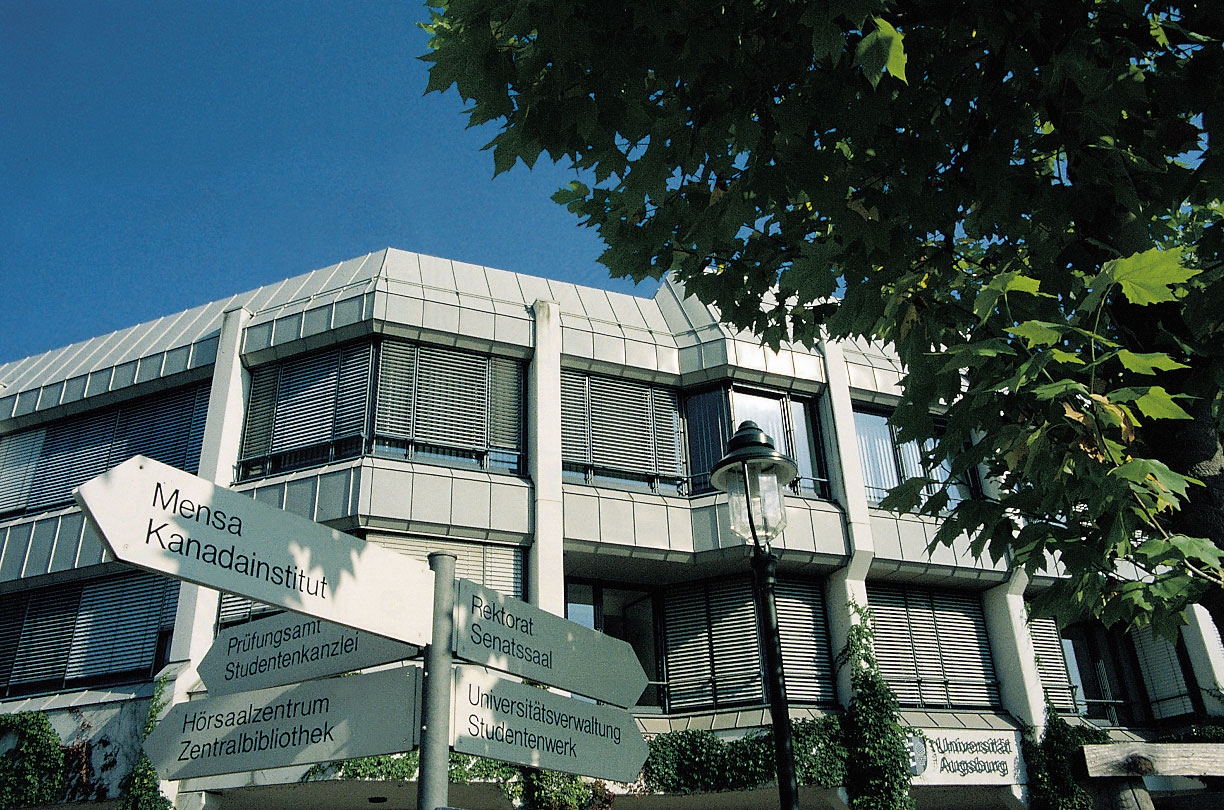
Rektoratsgebäude der Universität Augsburg

Da der Lehrbetrieb an der Universität bereits wenige Monate nach ihrer Gründung aufgenommen werden sollte, mussten innerhalb kürzester Zeit geeignete Objekte ausgewählt, angemietet beziehungsweise angekauft und für die Zwecke der Universität umgebaut werden. Diese Provisorien lagen vorwiegend im Industriegebiet zwischen Memminger Straße und Eichleitnerstraße (vormals Hessingstraße) im Augsburger Antonsviertel. Der Katholisch-Theologische Fachbereich nutzte anfänglich Räumlichkeiten im Kloster Heilig Kreuz in der Innenstadt sowie im Mutterhaus der Barmherzigen Schwestern im Stadtteil Göggingen.
Bereits im Rahmen der Überlegungen für die Unterbringung der ursprünglich geplanten Wirtschafts- und Sozialwissenschaftlichen Hochschule war ein Standort auf dem Gelände des Flugplatzes der ehemaligen Messerschmitt-Werke im Süden Augsburgs ausgewählt worden, auf den sich dann auch die Planungen für die Errichtung der Neubauten für die Universität bezogen. Einer Empfehlung des Strukturbeirats der Universität Augsburg folgend wurde auf dem künftigen Campus am 23. Oktober 1974 der Grundstein für die Neubauten gelegt. Der erste Bauabschnitt für die beiden Philosophischen Fakultäten sowie die Katholisch-Theologische Fakultät konnte am 27. Oktober 1977 bezogen werden.
Entgegen den ursprünglichen Planungen zog sich der Umzug der noch in Provisorien untergebrachten Fakultäten und Einrichtungen auf den Campus aus Kostengründen über viele Jahre hin. 1983 wurde die neue Mensa im Süden des Universitätsgeländes in Betrieb genommen, 1984 das neue Rektoratsgebäude bezogen, 1985 das neue Gebäude der Zentralbibliothek eröffnet. Seit dem Wintersemester 1993 verfügt die Universität zudem über ein Sportzentrum mit etlichen Sportfeldern und Laufbahnen.
1995 wurden die neuen Fakultätsgebäude der Wirtschafts- und Sozialwissenschaftlichen Fakultät auf dem Campus eingeweiht. 1996 konnte das erste Physik-Institutsgebäude eröffnet werden; 1998 kam ein zweites mit Hörsälen und der Physik-Teilbibliothek hinzu. Am 22. Juli 1999 konnte die seit ihrer Gründung 1971 nur provisorisch untergebrachte Juristische Fakultät ihren Neubau auf dem Campus beziehen. Seit 2004 stehen direkt auf dem Campus Gästewohnungen zur Verfügung.
Am 29. Mai 2006 fand der Spatenstich für das neue Informatik-Fakultätsgebäude statt. Zum Wintersemester 2009/2010 zogen die vorher verstreut untergebrachten Informatik-Lehrstühle in das fertiggestellte Gebäude ein. Der Umzug der Musik- und Kunstpädagogik aus den Räumen in der Schillstraße (ehemalige Pädagogische Hochschule) im Nordosten der Stadt erfolgte 2011.
Der Campus ist bekannt für seine Grünanlage mit zwei großen Teichen und für seine Weitläufigkeit, die sich durch die Verstreuung der einzelnen Gebäude auf dem Gelände ergibt. Kunst am Campus beschreibt darin fünf Rundgänge mit zeitgenössischen Kunstwerken. Durch eine Haltestelle der Straßenbahnlinie 3 der Stadtwerke Augsburg direkt auf dem Campus ist die Innenstadt innerhalb von 15 Minuten zu erreichen.

### Proteste und Besetzung 2009
Am 17. November wurde im Rahmen des Aktionstages „Bundesweiter Bildungsstreik 2009“ der Hörsaal 1 in der Universität Augsburg von über 500 Studenten besetzt, um auf die Missstände in vielen Studiengängen und im gesamten deutschen Bildungssystem hinzuweisen.
Bis 22. Dezember übernachteten die Studenten dort, veranstalteten Plena, Podiumsdiskussionen, Theater, Konzerte, zeigten Filme und stellten ihre Forderungen an die Universitätsleitung und den bayerischen Staat. Die Protestierenden gaben den Hörsaal kurz vor Weihnachten frei, als das Universitätspräsidium versprach, sich um die vorgebrachten Mängel zu kümmern, sofern das im Ermessen der Universität selbst läge.
Am 11. Februar 2010 eskalierte eine Podiumsdiskussion mit dem Kanzler der Universität Augsburg derartig, so dass sich die Studenten im Anschluss dazu entschieden, den Hörsaal 1 erneut zu besetzen. Am nächsten Morgen nahmen die Studenten dann für einige Stunden den Senatssaal in Beschlag, um dort verstärkt für ihre Forderungen einzutreten. Nach einem Gespräch mit dem damaligen Vizepräsidenten Alois Loidl, der daraufhin einen Zeitplan für die geplanten Veränderungen vorlegte, verließen die Protestierenden den Raum.

### Gegenwart
Heute studieren an den acht Fakultäten der Universität Augsburg und den angeschlossenen Instituten mehr als 20.000 Studenten, die von über 200 Professoren und Lehrkräften unterrichtet und betreut werden. In den letzten Jahren wurde die Universität mehrfach vor allem für die Rechts- und Wirtschaftswissenschaftlichen Fakultäten sowie den Bachelor- und Masterstudiengang „Medien und Kommunikation“ ausgezeichnet.
Am 1. Oktober 2011 übernahm Sabine Doering-Manteuffel das Amt der Präsidentin, nachdem sie am 8. Juni 2011 als erste Frau an die Spitze einer bayerischen Universität gewählt wurde. Am 27. Mai 2015 wurde sie mit großer Mehrheit vom Universitätsrat für weitere vier Jahre im Amt bestätigt und am 29. Mai 2019 für eine dritte Amtszeit bis zum 30. September 2023 wiedergewählt. Am 24. Mai 2023 erfolgte die Wiederwahl für die vierte Amtszeit.
Im Dezember 2016 gründete die Universität Augsburg eine Medizinische Fakultät, deren Forschungsschwerpunkte Medizinische Informatik sowie Umweltmedizin sind. Im Wintersemester 2019/2020 wurde der Studienbetrieb aufgenommen. Neben dem Augsburger Universitätsklinikum haben Bauarbeiten für einen eigenen Medizin-Campus der Universität begonnen.
Ein weiterer Forschungsschwerpunkt, der ausgebaut wird, ist die Klima- und Umweltforschung. Das 2020 gegründete Zentrum für Klimaresilienz bündelt die bereits vorhandene interdisziplinäre und internationale Expertise im Bereich Klimaresilienz und komplementiert diese durch insgesamt zehn neu geschaffene Professuren. Ein Alleinstellungsmerkmal ist, dass Fächer aus unterschiedlichen Fakultäten – auch abseits der Naturwissenschaften – einbezogen werden.

## Fakultäten
Die Universität Augsburg besteht aus insgesamt acht Fakultäten (bis 1977 „Fachbereiche“ genannt):
- Wirtschaftswissenschaftliche Fakultät seit Oktober 1970 (Fächer: Betriebswirtschaftslehre, Volkswirtschaftslehre, Statistik/Mathematische Wirtschaftstheorie, Global Business Management)
- Katholisch-Theologische Fakultät seit April 1971
- Juristische Fakultät seit Oktober 1971
- Philologisch-Historische Fakultät seit Oktober 1972 (Fächer: Klassische Philologie, Anglistik/Amerikanistik, Germanistik, Romanistik, Klassische Archäologie, Geschichtswissenschaft, Europäische Kulturgeschichte, Kunstgeschichte/Bildwissenschaft, Europäische Ethnologie/Volkskunde)
- Philosophisch-Sozialwissenschaftliche Fakultät seit Oktober 1972 (Fächer: Philosophie, Evangelische Theologie, Politikwissenschaft, Soziologie, Erziehungswissenschaft (1972–1977 eigenständiger Fachbereich), Psychologie, Medien und Kommunikation, Kunstpädagogik, Musikpädagogik, Musiktherapie, Musikwissenschaft, Sportwissenschaft)
- Mathematisch-Naturwissenschaftlich-Technische Fakultät seit Oktober 1981 (Institute: Mathematik seit 1981, Physik seit 1989, Materials Resource Management seit 2010)
- Fakultät für Angewandte Informatik seit 2003 (Fächer: Informatik, Geographie, Wirtschaftsinformatik)
- Medizinische Fakultät: gegründet am 1. Dezember 2016,[18] bietet seit dem Wintersemester 2019/20 den Modellstudiengang Humanmedizin an, gemeinsam mit der Fakultät für Angewandte Informatik den Bachelor- und Masterstudiengang Medizinische Informatik sowie seit dem Wintersemester 2023/24 den Bachelorstudiengang Hebammenwissenschaft[19] in Kooperation mit dem Universitätsklinikum Augsburg an. Klinische Partner sind das Universitätsklinikum Augsburg (seit dem 1. Januar 2019 ist das ehemals kommunale Klinikum in Trägerschaft des Freistaats Bayern[20]) und das Bezirkskrankenhaus Augsburg (in Trägerschaft der Bezirkskliniken Schwaben[21]). Die Forschungsschwerpunkte der Medizinischen Fakultät liegen in den Bereichen Medical Information Sciences und Environmental Health Sciences. Im Vollausbau sind über 100 Professorinnen und Professoren vorgesehen sowie 1.500 Medizinstudierende. Seit dem 1. September 2019 verfügt die Medizinische Fakultät über die deutschlandweit erste Professur, eine Heisenberg-Professur, für Regionalen Klimawandel und Gesundheit, für welche die Geographin Elke Hertig (* 1974) berufen wurde.[22]

Die Lehrstühle für Kunstpädagogik, Musikpädagogik und Musikwissenschaft sind seit 2012 ebenfalls weitgehend auf dem Campusgelände in einem Neubau angesiedelt. Lediglich Teile befinden sich noch in der ehemaligen Pädagogischen Hochschule im Stadtteil Lechhausen.

## Fakultätsübergreifende Institute

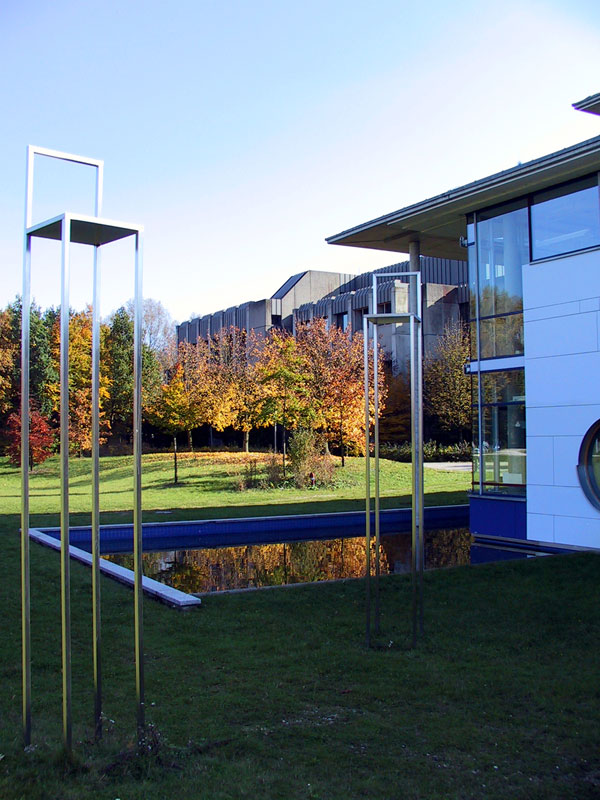
Kunst auf dem Campus

Die fakultätsübergreifenden Institute der Universität Augsburg befinden sich größtenteils auf dem Campus im Universitätsviertel, lediglich das Institut für Interdisziplinäre Informatik und das Institut für Europäische Kulturgeschichte sind im Gebäude der Alten Universität im Antonsviertel (Eichleitnerstraße) zu finden.
- Anwenderzentrum für Material- und Umweltforschung (seit Oktober 2000)
- Forschungs- und Kooperationszentrum Russland, Mittel-, Ost- und Südosteuropa („ForumOst“, seit April 2005)
- Institut für Europäische Kulturgeschichte (seit Oktober 1990)
- Institut für Interdisziplinäre Informatik (seit April 1997)
- Institut für Kanada-Studien (seit Dezember 1985)
- Institut für Materials Resource Management
- Institut für Philosophie
- Institut für Spanien-, Portugal- und Lateinamerika-Studien (seit Januar 1986)
- Interdisziplinäre Initiative Erlebnispädagogik
- Jakob-Fugger-Zentrum – Forschungskolleg für Transnationale Studien (JFZ) (seit 2012)
- Wissenschaftszentrum Umwelt (seit 2000)
- Zentrum für LehrerInnenbildung und interdisziplinäre Bildungsforschung (ZLbiB) (seit 2014), vormals Zentralinstitut für Didaktische Forschung und Lehre (seit April 1999)
- Zentrum für Weiterbildung und Wissenstransfer (ZWW) (seit 1974)
- Zentrum für Interdisziplinäre Gesundheitsforschung (ZIG) (seit 2014)
- Zentrum für Klimaresilienz (seit 2020)
- KI-Produktionsnetzwerk (seit 2021)

## Forschung
Das Forschungsprofil der Universität Augsburg umfasst:
- Umwelt und Klima
- Gesundheit und Medizin
- Physik und Life Sciences
- Neue Materialien und Werkstoffe
- Daten und Künstliche Intelligenz
- Gesellschaft und Geschichte
- Ökonomie und Recht
- Sprachen und Literatur
- Lehr- und Lernforschung
- Kunst und Musik

Die Universität betreibt Kooperationen unter anderem mit den folgenden selbständigen Instituten und Forschungseinrichtungen:
- Bayerisches Landesamt für Umwelt: Erhebung und Bewertung umweltrelevanter Daten
- Bukowina-Institut: Ostmitteleuropäische Landeskunde (An-Institut der Universität Augsburg)
- Fraunhofer-Institut für Chemische Technologie: Projektgruppe zum „Funktionsintegrierten Leichtbau“
- Fraunhofer-Institut für Werkzeugmaschinen und Umformtechnik: Projektgruppe zu „Ressourceneffizienten mechatronischen Verarbeitungsmaschinen“
- Fraunhofer-Institut für Eingebettete Systeme und Kommunikationstechnik (ESK) Institut für Zeitgeschichte München-Berlin (IfZ)
- KUMAS – Kompetenzzentrum Umwelt: Entwicklung von Umwelttechnologien Max-Planck-Institut für Plasmaphysik (IPP) der Max-Planck-Gesellschaft zur Förderung der Wissenschaften e. V.
- Schwäbische Forschungsgemeinschaft: Schwäbische Landeskunde Zentrum für Leichtbauproduktionstechnologie (ZLP) des DLR

## Elitestudiengänge

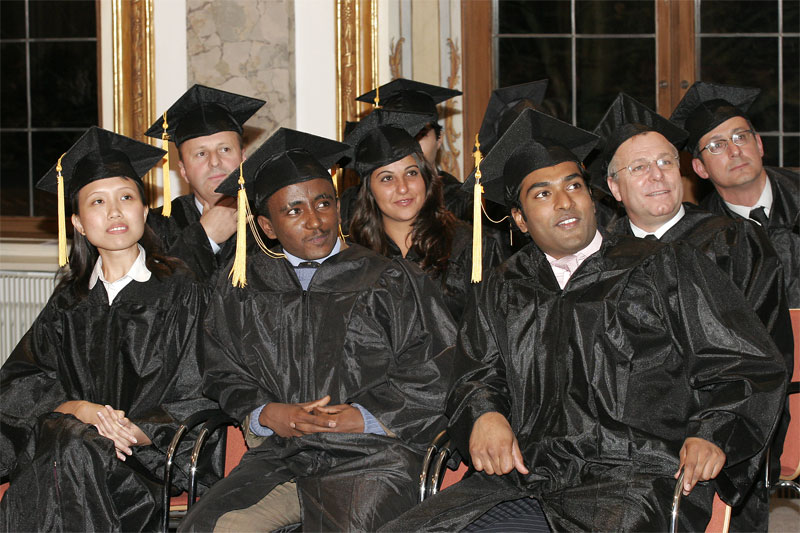
Absolventenfeier von Elitestudenten der Universität Augsburg

Studiengänge im Rahmen des Elitenetzwerkes Bayern:
- Advanced Materials Science (läuft aus)
- Ethik der Textkulturen
- Global Change Ecology
- Historische Kunst- und Bilddiskurse
- Software Engineering
- TopMath

Im Rahmen des EU-Exzellenznetzwerkes:
- Functionalized Advanced Materials and Engineering

## Internationale Zusammenarbeit

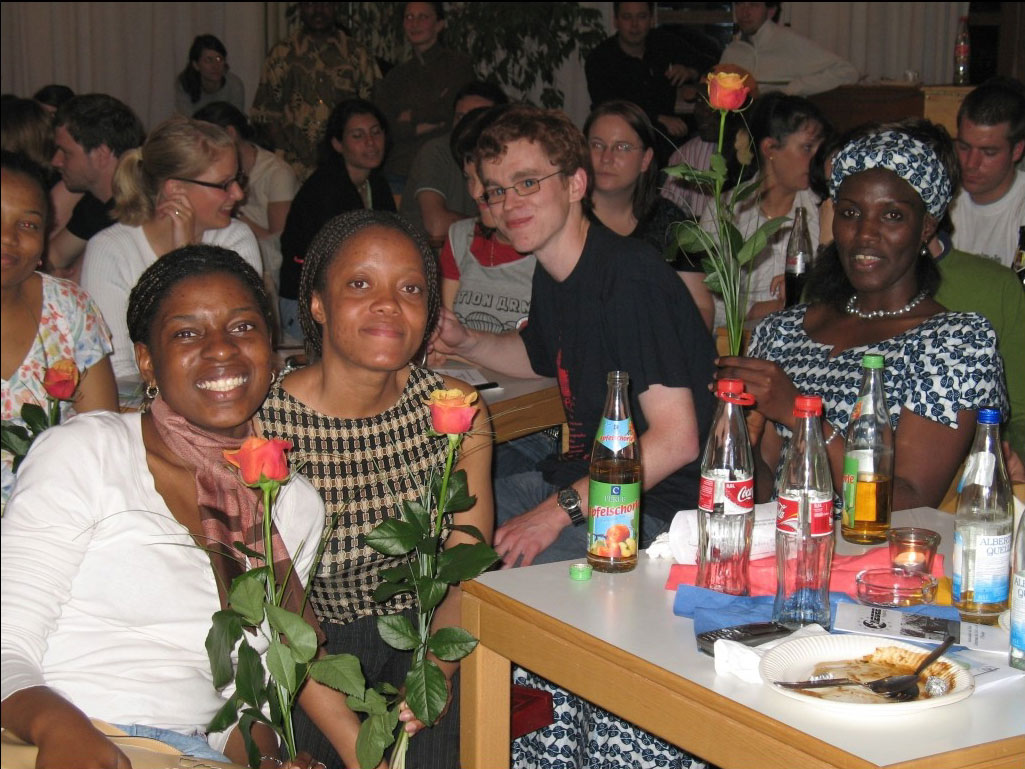
Internationale Studenten

Die erste Hochschulpartnerschaft der Stadt kam 1978 auf Initiative des Althistorikers Gunther Gottlieb mit der Universität Osijek zustande. Heute unterhält die Universität Augsburg fünf Partnerschaften und 56 Kooperationen mit Universitäten aus insgesamt 28 Ländern. Die fünf Partneruniversitäten sind:
| Kroatien           | Josip-Juraj-Strossmayer-Universität Osijek (Kroatien), seit 1978                                      |
| Vereinigte Staaten | University of Pittsburgh (USA), seit 1980                                                             |
| Rumänien           | Alexandru-Ioan-Cuza-Universität Iași (Rumänien), seit 1992                                            |
| Russland           | Staatliche Geisteswissenschaftliche Universität des Fernen Ostens in Chabarowsk (Russland), seit 1998 |
| Sudafrika          | University of Johannesburg (Südafrika), seit 2008                                                     |

In Zusammenarbeit mit weiteren Universitäten in Europa und den USA wurde im Jahr 2013 unter der Federführung der TU München das bis dahin unbekannte Material Lithiumborsilicid, auch tum genannt, entwickelt.

## Universitätsbibliothek
Auf dem Campus der Universität befinden sich auch große Teile der Universitätsbibliothek, die sich aus der Zentralbibliothek sowie den Teilbibliotheken für Sozial-, Geistes- und Naturwissenschaften, der Bibliothek des Leopold Mozart College of Music in der Grottenau im Zentrum Augsburgs sowie der 2019 neu gegründeten Teilbibliothek Medizin auf dem Gelände des Universitätsklinikums zusammensetzt. Die Bibliothek existiert seit der Gründung der Universität im Jahr 1969 und befand sich zunächst im Fronhof. 1970 erhielt die Bibliothek neue Räumlichkeiten auf dem Gelände der alten Universität an der Memminger Straße und wurde mit umfangreichen Buchbeständen der Universitätsbibliothek Regensburg ausgestattet. Ende der 1970er wurde das neue Universitätsgelände im Augsburger Süden eingeweiht und im Zuge dessen auch die neue Universitätsbibliothek. Über die Jahre wurden sowohl die Räumlichkeiten und Services der Bibliothek als auch der Bestand an gedruckter Literatur und digitalen Medien konsequent ausgeweitet. Durch die Betreuung verschiedener Sondersammlungen (z. B. die Oettingen-Wallersteinsche Bibliothek sowie die Sammlungen Jonas und Salzmann) und eine regelmäßige Ausstellung ihrer wertvollsten Objekte, trägt die Bibliothek darüber hinaus zum kulturellen Auftrag der Universität bei. Aktuell umfasst der Bestand der Universitätsbibliothek ca. 2,8 Mio. Medieneinheiten. Sie ist damit die größte Bibliothek im Regierungsbezirk Bayerisch-Schwaben und eine der größten Bibliotheken in Bayern.

## Besondere Aktivitäten der Hochschule

### Universitätspreise
Die Universität vergibt alle zwei Jahre den Augsburger Universitätspreis für Versöhnung und Völkerverständigung an Personen, die sich durch ihre Lebensleistung besondere Verdienste um die Versöhnung von Völkern, Volksgruppen und Glaubensgemeinschaften erworben haben. Bisher wurden unter anderem Carla Del Ponte, eine Schweizer Juristin und Botschafterin, und Richard Holbrooke, ein US-amerikanischer Diplomat, ausgezeichnet.
Alle zwei bis drei Jahre wird daneben der Augsburger Universitätspreis für Spanien-, Portugal- und Lateinamerikastudien für hervorragende Leistungen in der Forschung über spanisch- oder portugiesischsprachige Länder oder in der Vermittlung von Kenntnissen über diese Region vergeben. Diese Auszeichnung haben bisher unter anderem der Journalist Walter Haubrich, der Wirtschaftsgeograph Gerd Kohlhepp und der Politologe Dieter Nohlen erhalten.

### Bildung durch Verantwortung
Das seit Februar 2011 bestehende Projekt „Bildung durch Verantwortung“ bringt Studenten und gemeinnützige Einrichtungen für Praxis-Projekte zusammen. Bei der Umsetzung werden die Studenten einerseits von Dozenten der Universität Augsburg, andererseits von Mentoren aus der Wirtschaft unterstützt. Das Projekt wurde in einem Wettbewerb des Stifterverbands für die Deutsche Wissenschaft und der Stiftung Mercator zur Förderung ausgewählt.

### Kanal C – Das Campusradio
Kanal C ist das Hochschulradio der Universität, das sich als unabhängiges Aus- und Fortbildungsprogramm versteht und als nichtkommerzieller Rundfunksender von dem eingetragenen Verein „Kanal C – Studentisches Aus- und Fortbildungsradio Augsburg“ getragen wird. In einem dreistündigen Programm berichten Studenten einmal pro Woche über hochschulrelevante Themen aus Augsburg.

### presstige – Das Augsburger Hochschulmagazin
Presstige ist das Online-Hochschulmagazin der Augsburger Universität. Gegründet wurde presstige 2005 und war zeitweise das größte Hochschulmagazin Bayerns. Anfangs bei der Katholischen Hochschulgemeinde Augsburg angesiedelt, ist die Zeitung heute mit dem Institut für Medien und Bildungstechnologie verbunden. Presstige erscheint ausschließlich online (Stand September 2020) und kann kostenfrei abgerufen werden. Die Redaktion setzt sich aus Studierenden verschiedener Fachschaften zusammen und richtet sich auch an Angehörige anderer Augsburger Hochschulen. Neue Artikel erscheinen meist in einem Vier-Tage-Rhythmus. Das Themenspektrum reicht von Veranstaltungstipps über Unterhaltungsformate bis hin zur Kommunalpolitik und zu Gedichten.

### eMAG – englischsprachiges Magazin des Sprachenzentrums
eMAG ist das englischsprachige Magazin des Sprachenzentrums der Universität Augsburg. Im Rahmen des Begleitstudiums können Studenten unterschiedlicher Fachrichtungen hier auf Englisch Erfahrungen in journalistischen Arbeitsbereichen sammeln. Das Magazin wird als nichtkommerzielle Publikation veröffentlicht und erscheint als Printausgabe zweimal jährlich jeweils zum Semester-Ende.

### Blickpunkt Campus TV
Blickpunkt Campus TV ist das Studentenfernsehen der Universität Augsburg und produziert einmal pro Semester eine 30-minütige Sendung. Diese ist nichtkommerziell und zeigt unterschiedliche Themen rund um das Leben und die Ereignisse an der Universität. Als Student erhält man hier die Möglichkeit, sich grundlegende Fertigkeiten im Bereich der Videoproduktion anzueignen.

### Kinderuni
Seit 2005 gibt es an der Universität eine „Kinderuni“. Zu diesen Vorlesungen sind ausschließlich Kinder zugelassen. Wissenschaftliche Themen werden hier kindergerecht präsentiert. Jeweils zwei Vorlesungen finden hierzu im Winter- und drei im Sommersemester statt. Neben Professoren der Universität Augsburg referieren bei der Kinderuni prominente Persönlichkeiten aus Wirtschaft und Politik.

### Forschungsstelle für eSport-Recht
Im Januar 2019 wurde an der Universität die deutschlandweit erste Forschungseinrichtung für eSport-Recht gegründet.

## Augsburg Innovationspark
Der Augsburg Innovationspark, in den Anfangsjahren auch als Innovationspark/Science Park bezeichnet, ist ein Projekt der Stadt Augsburg und des Freistaates Bayern, durch das Unternehmen und Forschungseinrichtungen aus den Bereichen Faserverbund, ressourceneffiziente Technologien, Mechatronik, IT und Umwelt in Augsburg angesiedelt werden sollen. Im Rahmen dieses Projektes soll ein mindestens doppelt so großer Campus entstehen und vor allem Wirtschaftsunternehmen stärker mit der Universität Augsburg verzahnen. Der Spatenstich für den 60 Millionen Euro teuren Bau von Forschungseinrichtungen der Fraunhofer-Gesellschaft, sowie des Deutschen Zentrums für Luft- und Raumfahrt DLR fand im Süden des Campus im Oktober 2009 statt. Nach Auskunft des Präsidenten Alois Loidl der Universität Augsburg, soll das Zusammenspiel zwischen Innovationspark und Universität Augsburg direkt gegeben sein: Die Institutsleiter von Fraunhofer und DLR sollen als Professoren an der Uni lehren. Als ersten Schritt sah er den Einstieg in das neue Bachelor-Studium „Wirtschaftsingenieur“. Dieses Angebot startet zum Wintersemester 2011/12. Später soll das an der Universität neu gegründete Institut für Materials Resource Management (MRM) mit einbezogen werden.
Während der Hochschulwahlen 2011 sprachen sich erstmals mehrere Hochschulgruppen ausdrücklich gegen Rüstungsforschung auf dem Campusgelände und für die Aufnahme einer Zivilklausel in die Satzung der Universität aus, wie es bereits 61 andere Hochschulen in Deutschland getan haben. Im Dezember 2015 wurde die Forderung von studentischen Vertretern in die Universitätsleitung getragen, die eine Selbstverpflichtung zu rein friedlicher und ziviler Forschung aber ablehnte.

## Trivia
Die Campus Cat war das inoffizielle Maskottchen der Universität und erfreute sich bei den Studierenden und Beschäftigten großer Beliebtheit. Der getigerte Kater hielt sich regelmäßig auf dem Universitätsgelände auf und bekam daraufhin 2012 sogar eine eigene Facebookseite, sowie einen eigenen Instagramaccount. Auch überregional wurde in den Medien von Campus Cat berichtet. Die Campus Cat verstarb 2023.

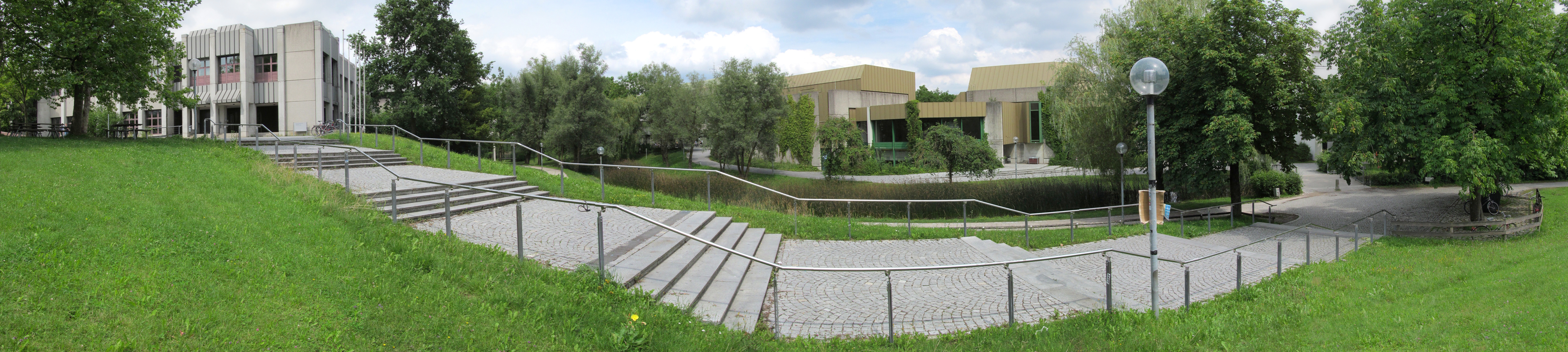
Universität Augsburg

## Alumni
- Georg Nüßlein, Doktor der Rechtswissenschaft, ehemaliger stellvertretender Vorsitzender der CDU/CSU-Bundestagsfraktion
- Hannes Aigner, Betriebswirtschaft, Kanute
- Manfred Berger, Erziehungswissenschaftler
- Georg Fahrenschon, Volkswirtschaftslehre, Politiker
- Maren Tschinkel, internationales Supermodel
- Sebastian Feichtmair, Hochschullehrer Internationales Management an der DHBW Lörrach
- Hans-Peter Friedrich, Rechtswissenschaften und Wirtschaftswissenschaften, Politiker[43]
- Christian Klein, Ökonom
- Thomas Kreuzer, Rechtswissenschaften, Politiker
- Thomas Labusiak, Kunsthistoriker
- Petra Mutzel, Mathematikerin, Informatikerin und Hochschullehrerin
- Christian Natterer, Betriebswirtschaftslehre, Politiker
- Birgit Schaufler, Präsidentin der Katholische Stiftungshochschule München
- Barbara Schöneberger, Soziologie (nicht abgeschlossen), Moderatorin
- Andreas Voßkuhle, Rechtswissenschaften, Präsident des Bundesverfassungsgerichts
- Miriam Zschoche, Wirtschaftswissenschaftlerin
- Seren Sahin, Betriebswirtschaftslehre und Volkswirtschaftslehre, Filmproduzent
- Volker Ullrich, Rechtswissenschaften, Politiker
- Klaus Holetschek, Rechtswissenschaften, Bayerischer Staatsminister für Gesundheit und Pflege
- Katrin Albsteiger, Politikwissenschaften, Oberbürgermeisterin von Neu-Ulm
- Maximilian Funke-Kaiser, Betriebswirtschaftslehre, Politiker
- Sophie Bichon, Germanistik und Kunstgeschichte, Autorin[44]
- Nasser El Sonbaty, Geschichte, Politikwissenschaften und Soziologie, Bodybuilder